# Galten (plaats)
Galten is een plaats en voormalige gemeente in de Deense regio Midden-Jutland, gemeente Skanderborg. De plaats telt 7729 inwoners (2008).

## Voormalige gemeente
Galten was tot 1 januari 2007 een gemeente in Denemarken. De oppervlakte bedroeg 72,73 km². De gemeente telde 11.086 inwoners waarvan 5559 mannen en 5527 vrouwen (cijfers 2005). Bij de herindeling ging de gemeente op in de nieuwe gemeente Skanderborg.